# Mertendorf (Saxe-Anhalt)
Pour les articles homonymes, voir Mertendorf.
Mertendorf est une commune allemande de l'arrondissement du Burgenland, Land de Saxe-Anhalt.

## Géographie
La commune de Mertendorf regroupe les quartiers de Cauerwitz, Droitzen, Görschen, Großgestewitz, Löbitz, Mertendorf, Pauscha, Punkewitz, Rathewitz, Scheiplitz, Seiselitz, Utenbach et Wetterscheidt.

## Histoire
La commune est mentionnée pour la première fois en 1030 sous le nom de "Martindorf".
En janvier 2010, les communes de Mertendorf, Löbitz et Görschen ont fusionné.

## Infrastructure
Mertendorf se situe le long de la Bundesstraße 180. Elle se trouve aussi sur la ligne de Naumbourg à Teuchern, le trafic passager est arrêté en 2011.

## Source, notes et références
- (de) Cet article est partiellement ou en totalité issu de l’article de Wikipédia en allemand intitulé « Mertendorf (Sachsen-Anhalt) » (voir la liste des auteurs).

1. ↑  http://www.statistik.sachsen-anhalt.de/download/stat_berichte/6A102_hj_2013_02.pdf